# 펨트론
펨트론(Pemtron Corp.)은 대한민국의 머신 비전과 영상처리 소프트웨어 기술에 기반한 3D 검사 장비 전문 업체이다 본사는 서울시 금천구 가산디지털 1로 219, 1406호에 위치해 있으며 대표이사는 유영웅이다. 대표적으로 SMT, 반도체, 2차전지 검사 장비를 생산하고 있으며 2차전지용 리드탭의 융착 및 자동검사 장비도 제조한다

## 연혁
2002년에 설립하여 2022년 11월 코스닥 시장에 상장하였다

## 참고문헌
1. ↑  김규상, 하나증권 리서치센터 기업분석보고서 2023년 6월 30일
2. ↑  오현진, 키움증권 기업 브리프 - 펨트론, 2023년 5월 3일
3. ↑  권동준, 펨트론, 웨이퍼 표면 검사 장비 국산화, 동부뉴스, 2023-09-25
4. ↑  박두호, 뉴스핌 라씨로 '리드탭 검사장비 최초 개발' 펨트론, "내년 관련 매출 급성장 기대", 뉴스핌, 2023년 3월 18일
5. ↑  오정은, 펨트론, 반도체·SMT·2차전지 다 검사...실적 성장 전망-하나證, 머니투데이, 2023년 6월 30일
6. ↑  이나연, 한국IR협의회 기업리서치센터 - 기업분석 펨트론 2023.09.07[깨진 링크(과거 내용 찾기)]